# 藏春閣
《藏春閣》是香港成人雜誌四大元祖之一（其餘還有《龍虎豹》、《男子漢》及《火麒麟》），以十日刊的形式逢每月3號、13號及23號出版。《藏春閣》曾被誤會為是美國的《Penthouse》中文版，實際上《Penthouse》的中文名為《閣樓》。

## 歷史
《藏春閣》內容與香港龍頭成人雜誌《龍虎豹》相似，同樣以展露華裔女性的裸體為主，附有解答性問題的「金夫人信箱」、討論露體狂的「奇人奇聞」、發人深省的「滾友實錄」及細說明星轉行接手參與成人電影演出的辛酸路的「銀色」等專欄，並且有多篇小說連載。以「一本在手，美女我有」為口號（亦是該雜誌的名字由來），曾經創下逾230,000冊的銷量紀錄。
進入1990年代後期，《藏春閣》的銷路下滑，令雜誌進行了一系列的改革，除了展露華裔女性的裸體外，亦嘗試加入男性裸照，開創了香港成人雜誌以女性為主題的先河。此舉，亦是同性戀雜誌《雄風》的試金石。改革開始時銷量有所回升，亦令《藏春閣》更見大膽，開始要求書中的男女模特兒擺出性誘惑姿勢以作攝影，這一著令《藏春閣》差點被香港政府淫褻物品審裁處評為三級淫褻刊物，禁止出售。然而，《藏春閣》藉詞因為書中的男性模特兒並非處於勃起狀態，加上書中未有刊登真正的性交圖像，極其量只能夠說是意識不良，而非淫褻而開脫了。